# Мега Феррейра, Антониу
Антониу Мега Феррейра (порт. António Mega Ferreira, 25 марта 1949, Лиссабон — 26 декабря 2022[…], Лиссабон) — португальский писатель, юрист, журналист, специалист по коммуникациям, деятель культуры. Возглавлял «Expo 98». Редактировал основанные им издания.

## Биография
Антониу Мега Феррейра был родом из лиссабонского района Мурария (мавританские кварталы), где и прошло его детство. Отец владел магазином канцелярских товаров в центре Лиссабона и был партнёром в музыкальном магазине.
Антониу учился в Лиссабоне, где окончил среднюю школу, изучал право в Лиссабонском университете и общественные науки в Манчестере. Он начал работать журналистом в газете «Comersio de Funchal» в 1968 году, сотрудничество продолжалось до 1975 года. Эта первая работа переросла в страсть к журналистике, которой он остался верен на протяжении всей своей жизни. Затем последовала журналистская деятельность для Journal Novo, Expresso, ANOP и португальского телевидения, на котором он сначала работал главным редактором программы «2 Grao», а затем ведущим программы новостей «Informaoçes 2» на RTP. Позже работал редактором в «O Jornal», главным редактором в «Jornal das Letras», затем основал журнал «Лер» (Чтение). Позже он также был основателем журнала «Oceanos» (сопоставимого с немецким журналом «Mare»). Затем он стал членом Комиссии по открытиям «Commissão dos Decobrimentos», которая организовала в 1988 году легендарное путешествие Бартоломеу Диаша к 500-летию (посвящённое 500-летию прибытия португальцев в Индию).
Именно Антониу Мега Феррейра предложил организовать всемирную выставку (ЭКСПО) в Португалии. Он был главным и официальным уполномоченным Португальской Республики на EXPO 1998, с 1999 по 2002 год занимал пост председателя правления компании, возглавляя организацию-преемницу.
В качестве официального представителя португальского правительства он участвовал в открытии Франкфуртской книжной ярмарки в 1997 году, на которой Португалия в том году была страной-гостем.
С 1984 года он занимался также литературной деятельностью. Писал в различных жанрах: поэзию, эссе и романы всех видов, опубликовал более 30 произведений художественной литературы. Его произведения переведены на итальянский язык, рассказ «Друзья вместе с Дантесом» был экранизировал в 2005 году режиссёром Марио Баррозу.
Не оставляя занятия журналистикой, с 1986 года был приглашённым автором, обозревателем и автором в различных газетах и журналах, таких как Diário de Notícias, O Independente, Expresso, Diário Económico, Público, Visão, Эгоист.
9 июня 1998 года награждён Большим крестом Военного ордена Христа. В сентябре 2022 года получил Гран-при Марии Ондина Брага в области туристической литературы от Ассоциации португальских писателей.
Антонио Мега Феррейра умер в Лиссабоне 26 декабря 2022 года в возрасте 73 лет. О его смерти было объявлено на сайте президента Португалии Марсело Ребелу де Соуза, который знал Мега Феррейру со студенческих лет и был его хорошим другом. Премьер-министр Антониу Кошта и министр культуры Педро Адао-э-Сильва также прокомментировали смерть этого писателя и интеллектуала.
Прощание с Антонио Мега Феррейра прошло в Teatro Camões в Лиссабоне. Похороны — в крематории кладбища Оливайс (Cemitério dos Olivais).